# Maïté Demons
Pour les articles homonymes, voir Maïté (homonymie).
Maïté Demons, née le 21 août 1946 à Granville, morte le 19 avril 1993 à Aubervilliers, est une syndicaliste française. Membre du Bureau confédéral de la CGT, à partir de janvier 1992, elle est élue secrétaire générale de l'UGICT-CGT en juin 1992.

## Biographie
Après des études universitaires, effectuées à Bordeaux, section « lettres classiques », Marie-Thérèse (dite Maïté) Baraton enseigne cette discipline durant trois années de 1969 à 1972. Diplômée du centre d'études supérieures de la Sécurité sociale,  elle entre dans cet organisme comme cadre supérieure en 1973. La même année, elle adhère à la Confédération générale du travail, militant tout d'abord à la Caisse de sécurité sociale de Bordeaux, puis à la Fédération CGT des organismes sociaux.
Elle est amenée à prendre des responsabilités dans l'organisation de la CGT spécifique aux ingénieurs et cadres, l'Union générale des ingénieurs, cadres et techniciens CGT (UGICT-CGT). En 1981, elle accède à la direction de sa Fédération et au Bureau national de l'UGICT. L'année suivante elle est élue à la Commission exécutive (CE) de la CGT.
En 1985, elle entre au secrétariat de l'UGICT-CGT et devient directrice du magazine syndical de l'Ugict, Options. Peu après, décidée à moderniser le syndicalisme, elle est l'une des initiatrices de l'adoption par l'UGICT-CGT d'un logo propre à rajeunir l'image de la CGT. Ce logo, un coquelicot stylisé, la rangeait parmi ceux que la presse nommait « les modernistes ».
Selon les observateurs du syndicalisme, les « modernistes », dont certains faisaient partie du Parti communiste français, tels Alain Obadia et Maïté Demons elle-même, prônaient avec quelques années d'avance, une séparation entre les activités syndicales et les prises de position politiques. Lorsque le nom de Maïté Demons est proposé pour son accession au Bureau confédéral de la CGT, il aurait été refusé par certains syndicalistes, soucieux de préserver le caractère identitaire de « classe » de la CGT. Son nom fut néanmoins retenu et elle accède au Bureau confédéral en janvier 1992, quelques mois avant son élection au secrétariat général de l'UGICT (juin 1992).
Maïté Demons meurt en avril 1993 d'une congestion cérébrale. Mariée avec Charles Demons (né à Bayonne en 1945, mort le 22 juin 2004), économiste et syndicaliste, qui représentait la CGT au Conseil économique et social de 1986 à 2004, elle était mère d'un enfant